# Timothy Joseph Lyne
Timothy Joseph Lyne (*  21. März 1919 in Chicago; † 25. September 2013 ebenda) war Weihbischof in Chicago. 

## Leben
Timothy Joseph Lyne, Kind irischer Einwanderer, trat in das Quigley Preparatory Seminary in Chicago ein und studierte Philosophie und Theologie sowie Geschichte am theologischen Seminar der University of Saint Mary of the Lake in Mundelein. Er wurde am 1. Mai 1943 in Chicago zum Priester geweiht. Am 31. Oktober 1983 wurde er durch Papst Johannes Paul II. zum Weihbischof in Chicago sowie zum Titularbischof von Vamalla ernannt. Der Erzbischof von Chicago, Joseph Louis Kardinal Bernardin, weihte ihn am 13. Dezember desselben Jahres zum Bischof; Mitkonsekratoren waren Alfred Leo Abramowicz, Weihbischof in Chicago, und Nevin William Hayes OCarm, Weihbischof in Chicago.
Am 24. Januar 1995 nahm Papst Johannes Paul II. seinen altersbedingten Rücktritt an.